# Barragán (matador)
Pour les articles homonymes, voir Llano et Barragan.
Isidro Santiago Llano dit « Barrágan », né à Madrid (Espagne) le 18 février 1811, mort à Madrid le 4 avril 1851, était un matador espagnol.

## Présentation
« Barragán » fut d’abord apprenti tapissier, puis se lança dans l’art taurin, faisant ses premières armes dans des courses de villages proches de Madrid, puis se faisant banderillero dans la cuadrilla  de « Morenillo » et Manuel Romero.
Le 5 juin 1843, il combat pour la première fois en qualité de matador dans les arènes de Madrid, accompagné de « Noteveas » et de Francisco de los Santos, et torée par la suite dans toute l’Espagne en compagnie des vedettes de l’époque. Selon ses contemporains, il était courageux et habile, mais était trop timide et modeste pour pouvoir devenir une figura (« vedette »).
Le 23 mars 1851, dans les arènes de Madrid, il est blessé par le taureau Jardinero de la ganadería de Don Maximo Gonzalez ; il meurt le 4 avril suivant.